# Buclă coronală

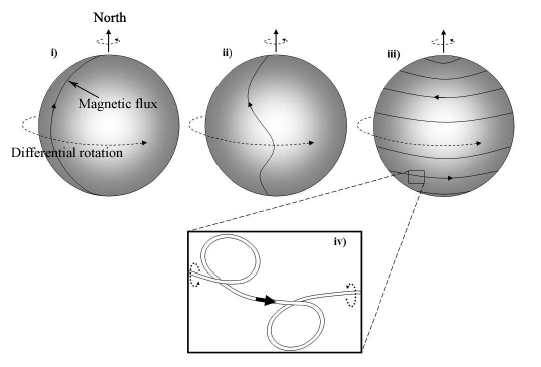
Diagramă care arată evoluția fluxului magnetic într-un ciclu solar.

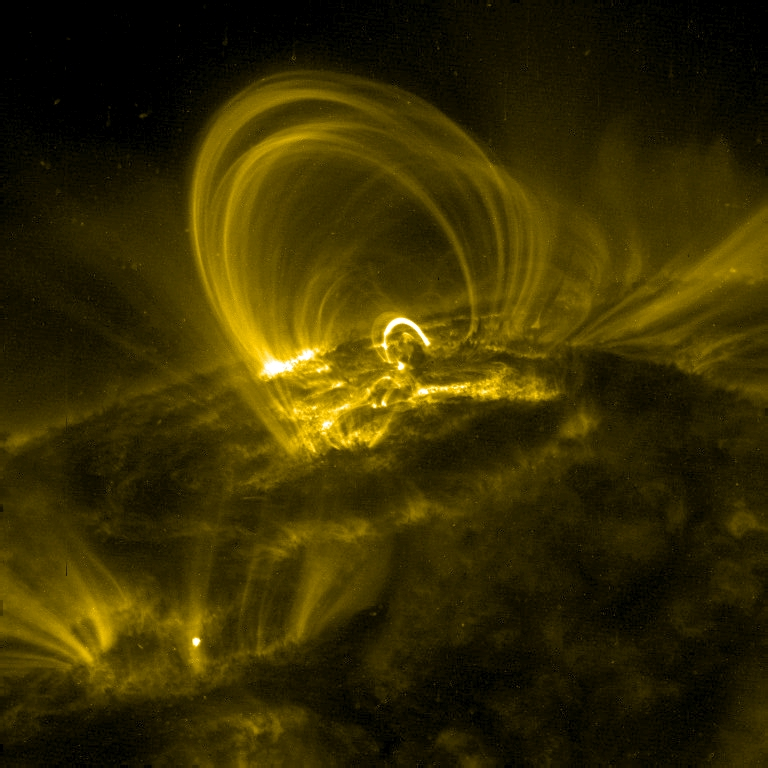
Bucle coronale tipice observate de TRACE.

Buclele coronale formează structura fundamentală a coroanei inferioare și a regiunii de tranziție a Soarelui. Aceste bucle puternic structurate sunt o consecință directă a torsiunii câmpului magnetic solar de către dinamica solară. Numărul de bucle coronale este legat direct de ciclul solar, se constată adesea că buclele coronale sunt asociate cu petele solare prin extremitățile lor. Câmpul magnetic urcă prin fotosferă, ceea ce expune o plasmă relativ mai rece la „picioarele” acestor bucle. Această plasmă este mai rece din cauza câmpului magnetic orientat radial, care oprește procesul de convecție în aceste zone. Căldura nu poate atunci să mai urce la suprafață prin convecție, și contrastul dintre fotosferă  și această plasmă mai rece dă impresia de „pete întunecate” sau „pete solare”.

## Caracteristici fizice
O buclă coronală este un câmp magnetic fixat la două extremități, depășind corpul stelei prin atmosfera solară. Sunt structuri perfecte de observat pentru studierea transferului energiei solare, prin regiunea de tranziție până la coroană.
Buclele pot încălzi coroana la temperaturi de ordinul unui milion de Kelvin. Aceste temperaturi pot fi foarte variabile potrivit lungimii de undă, se disting bucle zise „răcoroase” (sub 1 MK) și cele zise „calde” (egale sau peste 1 MK).

### Buclele coronale și enigma încălzirii coronale
Un flux închis nu este considerat ca buclă coronală dacă în structura sa nu se găsește plasmă. De aceea bucla coronală constituie un fenomen care se găsește rar la suprafața Soarelui dat fiind că majoritatea buclelor nu prezintă plasmă. De aceea mecanismul care încălzește coroana solară și injectează plasmă cromosferică în fluxul magnetic este foarte localizat. În afară de aceasta, originea mecanismului rămâne un mister. Totuși, se știe că acesta trebuie să fie destul de stabil pentru a continua să aprovizioneze coroana solară cu plasmă cromosferică și, totodată, să încălzească plasma de la 6000 K la peste 1 MK pe regiuni mici mergând de la cromosferă la coroană. De aceea buclele coronale sunt țintite de un mare număr de cercetări. Ele sunt ancorate în fotosferă și sunt alimentate de plasma cromosferică și trebuie să traverseze regiunea de tranziție pentru a exista la temperaturi coronale după ce au suferit o încălzire intensă.
Ideea că problema asociată creșterii temperaturii coroanei solare este doar cauzată de un simplu mecanism de încălzire coronală este eronată. În primul rând, plasma utilizată la umplerea buclelor foarte dense este drenată din cromosferă. Nu există niciun mecanism coronal cunoscut care să poată comprima plasma coronală și să o injecteze în bucle la altitudini coronale. În al doilea rând, observațiile sugerează că circulația coronală ar fi produsă de o sursă de plasmă cromosferică. Plasma este deci de origine cromosferică, iar proveniența sa trebuie să fie luată în considerare când se analizează fenomene de încălzire coronală. Fenomenele de câștig de energie și de încălzire sunt legate probabil de un mecanism comun.

## Observații
Buclele coronale au fost observate pentru prima oară în 1946 și 1952 pe spectrogramele rachetelor Aerobee utilizate pentru măsurarea razelor UV și emisiilor Lyman-α. În 1991, satelitul japonez Yohkoh al Centrului Spațial Uchinoura a fost lansat având ca obiectiv să observe razele gamma și razele X ale Soarelui. Acesta a fost pierdut la 14 decembrie 2001 din cauza slăbirii bateriei, dar a avut timp să revoluționeze observațiile în gama razelor X.
Satelitul Solar and Heliospheric Observatory (SOHO) a fost lansat în decembrie 1995 și n-ar fi trebuit să observe decât doi ani, însă misiunea sa a fost prelungită până în martie 2007, permițându-i să acopere un ciclu solar complet de 11 ani. SOHO ține piept Soarelui și rămâne pe orbită lentă în preajma Punctului Lagrange (L1), în echilibru între atracția Soarelui și cea a Pământului.
În 2006, satelitul Hinode, provenit dintr-o colaborare între agențiile spațiale japoneză (Japan Aerospace Exploration Agency), americană (NASA), europeană (ESA) și britanică, a fost lansat cu scopul de a-i succede sondei Yohkoh. La 28 octombrie 2006, au fost luate primele fotografii.